# جراحی تونل مچ دست
جراحی تونل مچ دست (انگلیسی: Carpal tunnel surgery)
جراحی تونل مچ دست( تونل کارپ) که به آن آزاد کردن تونل کارپ (CTR) و جراحی رفع فشار تونل کارپ نیز گفته می شود، جراحی است که در آن رباط عرضی کارپ برش داده می شود. این یک درمان جراحی برای سندرم (نشانگان) تونل کارپ (CTS) است و زمانی توصیه می‌شود که بی‌حسی، ضعف عضلانی یا آتروفی دائمی (نه فقط متناوب) وجود داشته باشد، و زمانی که استفاده از آتل در شب دیگر علائم متناوب درد در تونل کارپ را کنترل نمی‌کند.  به طور کلی، موارد خفیف‌تر را می‌توان برای ماه‌ها تا سال‌ها با درمان طبی و اتل های مخصوص کنترل کرد، اما موارد شدید از نظر علامتی بی‌وقفه هستند و احتمالاً منجر به درمان جراحی می‌شوند.
در یک مقاله مروروی با عنوان بررسی همه جانبه پیامدهای بلندمدت ازادسازی تونل کارپال  عنوان شد که تقریباً 500000 عمل جراحی در هر سال انجام می‌شود و تأثیر اقتصادی این وضعیت بیش از 2 میلیارد دلار در سال تخمین زده می‌شود.
اندیکاسیون ها ( مواردی که نیازمند این جراحی هستند)
این روش به عنوان درمانی برای سندرم تونل کارپال استفاده می‌شود و طبق دستورالعمل‌های درمان آکادمی جراحان ارتوپد آمریکا (AAOS)، زمانی که شواهد بالینی علایم اختلال کارکرد عصبی (دنرواسیون denervation) در عصب میانی وجود داشته باشد یا بیمار از ابتدا متقاضی درمان جراحی باشد، جراحی زودهنگام گزینه‌ی درمان است. تصمیم برای انتخاب نوع درمان به عوامل متعددی از جمله علت و مزمن بودن CTS، شدت علائم و انتخاب های فردی بیمار بستگی دارد. اقدامات درمانی غیرجراحی در مدیریت اولیه اکثر موارد بدون دلیل واضح (ایدیوپاتیک) CTS مناسب هستند. آتل و تزریق کورتیکواستروئید ممکن است تجویز شود و مزایای ثابت شده ای دارند. اگر علائم کوتاه مدت باشند، تزریق استروئید می تواند تسکین بخش باشد. اگر پس از تزریق استروئید هیچ بهبودی مشاهده نشد، ازاد سازی تونل کارپال ممکن است به آن اندازه موثر نباشد. درمان جراحی در موارد حاد CTS ناشی از تروما یا عفونت، در موارد مزمن با دنرواسیون عضله ابداکتور پولیسیس برویس یا از دست دادن بارز حس در دست و در مواردی که به درمان محافظه کارانه پاسخ نمی دهد، اندیکاسیون دارد.
قبل از اقدام به CTR، تایید تشخیص سندرم تونل کارپال توصیه می شود، با توجه به اینکه علائم گیر افتادن عصب مدیان می تواند با سایر اختلالات از جمله: رادیکولوپاتی گردنی ، سندرم خروجی قفسه سینه ، و سندرم پروناتور همپوشانی داشته باشد.   فراتر از آزمایش معاینه فیزیکی، مطالعات الکترودیاگنوستیک تاییدی برای همه بیمارانی که برای جراحی در نظر گرفته شده اند توصیه می شود.  در مورد تست NCV یا همان مطالعات هدایت عصبی 90% حساسیت و 60% اختصاصیت برای تشخیص سندرم تونل کارپ گزارش شده است.   این تست ها یک مقادیر کمی پایه ای ازشدت در گیری عصب بیمارشان به انها میدهد و می تواند سایر سندرم هایی را که به طور مشابه ظاهر می شوند رد کند. در NCV که سرعت هدایت عصب مورد بررسی قرار میگیرد و در EMG یا الکترومیوگرافی پاسخ عضله به یک تحریک عصبی ثبت میگردد. به طور خاص، تأخیر دیستال موتور بیش از 4.5 میلی ثانیه و تأخیر حسی بیش از 3.5 میلی ثانیه غیر طبیعی در نظر گرفته می شود.  توجه داشته باشید، این مطالعات الکترودیاگنوستیک علیرغم تحت فشار بودن (کمپرشن) عصب مدیان می توانند نتایج طبیعی داشته باشند. در این سناریو، CTR تنها در صورتی باید در نظر گرفته شود که علائم فیزیکی اختلال عملکرد عصب مدیان علاوه بر علائم کلاسیک CTS وجود داشته باشد.
تکنیک های جراحی
هدف از هر جراحی رهاسازی تونل کارپ ، برش رباط عرضی کارپال و قسمت دیستال فاسیای ولار (سمت کف دست) آنته براکیال است که در نتیجه ی ان اثر فشاری بر عصب میانی برداشته شده و علایم را تسکین می دهد.  رباط کارپال عرضی یک رباط پهن است که در عرض مچ دست، از استخوان اسکافوئید(قایقی شکل) تا استخوان همیت (قلاب دار) و پیزیفرم(نخودی شکل) امتداد دارد و سقف تونل کارپال را تشکیل می دهد و وقتی جراح آن را برش می دهد (مثلا در امتداد یک خط در راستای انگشت حلقه) دیگر روی عصب مدین فشار نمی آورد و علایم را کاهش می دهد.
دو نوع اصلی جراحی آزادسازی تونل کارپال باز و آزادسازی آندوسکوپی تونل کارپال هستند. آزادسازی تونل کارپال باز را می توان از طریق یک برش استاندارد یا یک برش محدود انجام داد. آزادسازی تونل کارپال آندوسکوپی که می تواند از طریق یک پورتال منفرد یا دوبل انجام شود. اکثر جراحان از لحاظ تاریخی روش باز را انجام داده اند که به طور گسترده به عنوان استاندارد طلایی در نظر گرفته می شود.[نیازمند منبع] با این حال، از دهه 1990، تعداد فزاینده‌ای از جراحان اکنون آزادسازی تونل کارپ آندوسکوپی را پیشنهاد می‌کنند.  تحقیقات موجود تفاوت قابل توجهی را در نتایج یک نوع جراحی در مقابل دیگری نشان نمی دهد، بنابراین بیماران می توانند جراح و نوع جراحی مورد علاقه خود را انتخاب کنند و جراح نیز تکنیک مورد علاقه خود را تمرین خواهد کرد.
از لحاظ تاریخی، ازادسازی تونل کارپال تحت بیهوشی عمومی با یک تورنیکه انجام می‌شد، با این حال، روند جهانی در حال حاضر برای "جراحی گسترده دست بیدار" است: بدون تورنیکه، بدون بیهوشی عمومی یا منطقه‌ای و بدون آرام‌بخش که همچنین باعث می شود آزادسازی تونل کارپال با بی حسی موضعی و بصورت یک روش یک مرحله ای انجام شود.
پس از جراحی تونل کارپ، استفاده طولانی مدت از آتل مچ دست نباید برای تسکین انجام گردد.  آتل ها قدرت در دست گرفتن اشیا، قدرت گرفتن گرفتن اشیا بین شست و کناره انگشت اشاره مثل موقع در دست گرفتن سوییچ ماشین یا جلو امدن تاندونها در مچ دست در زمان خم کردن انگشتان که به ان زه کمانی شدن تاندون میگویند، را بهبود نمی بخشند.  در حالی که آتل ممکن است از افرادی که با دستان خود کار می کنند محافظت کند، استفاده از ان میزان عوارض یا رضایت بیمار را تغییر نمی دهد.   استفاده از اتل می تواند مشکلاتی از جمله چسبندگی و عدم انعطاف را ایجاد کند. 
راحی تونل کارپال معمولا توسط جراح دست ، جراح ارتوپد یا جراح پلاستیک انجام می شود.
مراقبت های بعد از عمل
ممکن است یک پانسمان فشاری سبک و یک اتل ولار اعمال شود. دست در اسرع وقت پس از جراحی به طور فعال استفاده می شود، اما از قرار دادن در وضعیت اویزان اجتناب می شود. معمولاً 2 یا 3 روز پس از جراحی، بیمار می تواند پانسمان را در منزل برداشته و سپس شستشوی ملایم و دوش گرفتن دست مجاز است. از سرگیری تدریجی استفاده عادی از دست تشویق می شود. در صورت استفاده از بخیه های غیر قابل جذب، پس از 10 تا 14 روز برداشته می شوند. آتل ممکن است برای راحتی در صورت نیاز برای 14 تا 21 روز ادامه یابد.